# タルデッリ・バーロス・マチャード・レイス
タルデッリ・バーロス・マチャード・レイス（Tardeli Barros Machado Reis、1990年3月2日 - ）は、ブラジル・ヴィスコンデ・ド・リオ・ブランコ出身のサッカー選手。ポートFC所属。ポジションはフォワード。
Kリーグ時代の登録名はタルデッリ（ハングル: 타르델리）。

## タイトル

### 個人
- タイ・リーグ1得点王: 2020-21
- タイ・リーグ1ベストイレブン: 2020-21
- タイ・リーグ2得点王: 2018